# Hamlet (lugar)

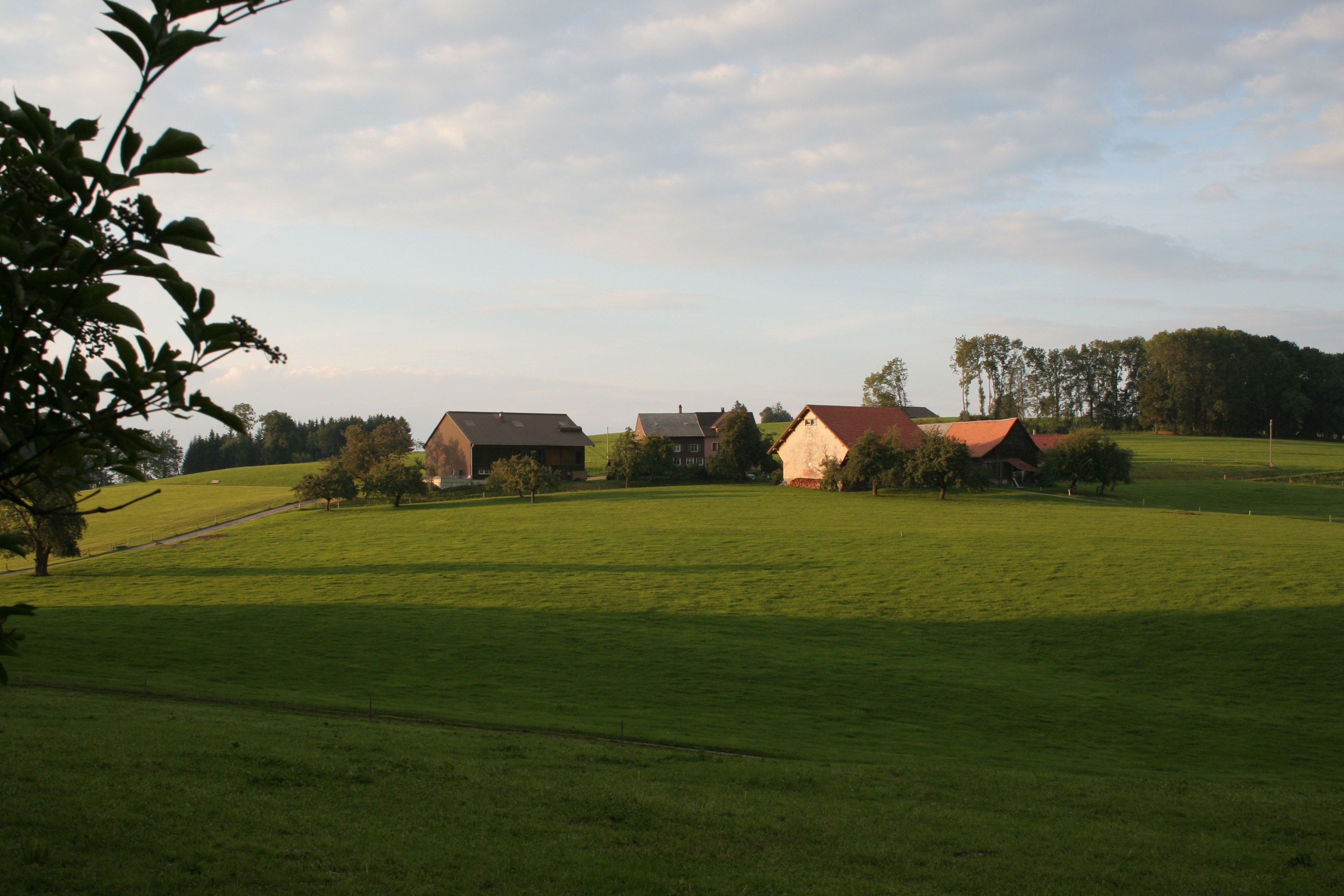
Oberwil em Waldkirch (Suíça)

O termo hamlet, em inglês, designa um assentamento rural demasiado pequeno para ser considerado uma aldeia, embora por vezes a palavra seja usada para um tipo diferente de comunidade. O nome vem do anglo-normando hamelet(t)e, que por sua vez vem do francês antigo hamelet, diminutivo de hamel, que vem, pela forma ham, do heim germânico e do anglo-saxão hām > inglês moderno home ("moradia"). Pode ser traduzido em português como 'lugarejo', 'aldeola', 'lugar', 'sítio' (português de Portugal) ou 'casal'. 

## Reino Unido
No Reino Unido, a palavra 'hamlet' não tem nenhum significado jurídico definido, embora  hamlets sejam reconhecidas no planejamento de uso do solo.
Um hamlet é definido eclesiásticamente como um assentamento que, em geral, não tem a sua própria Igreja e pertence a uma paróquia de outra aldeia ou vila. No uso moderno, refere-se a um assentamento secundário em uma paróquia civil. Hamlets podem ter sido formados em torno de uma única fonte de atividade econômica, como uma fazenda, fábrica, mina ou porto. Alguns, particularmente aqueles onde há uma igreja medieval, podem ser produto do despovoamento de uma aldeia. O termo hamlet foi utilizado, em algumas partes do país, para designar a subdivisão de uma paróquia (que pode ou não conter um assentamento). Noutros casos, essas subdivisões foram chamadas townships ou tithings.

## Estados Unidos

### Nova Iorque
Em Nova Iorque, hamlets são  assentamentos sem personalidade jurídica, dentro de vilas. A sua localização, no entanto, será frequentemente notada na sinalização rodoviária.
Um hamlet normalmente depende da cidade que a contém, no que se refere à prestação de serviços públicos. Um hamlet poderia ser descrito como uma área rural ou suburbana equivalente ao bairro de uma cidade ou aldeia. A área de um hamlet pode não ser exatamente definida mas pode simplesmente corresponder a um código postal ou pode ser definida pela sua escola ou pelo corpo de bombeiros do distrito.
Alguns hamlets contíguos às áreas urbanas das cidades e parecem ser bairros. Alguns - por exemplo, Hauppauge, com uma população de mais de 20.000 habitantes - são muito mais populosas do que certas cidades.

### Oregon
No Oregon, especificamente no  Condado de Clackamas,  hamlet é uma forma de governo local para as pequenas comunidades, o que permite, aos seus cidadãos, organizar e coordenar as atividades da comunidade. Hamlets não prestam serviços públicos e não têm autoridade para cobrar tributos. O primeiro hamlet a ser criado no Oregon foi o Beavercreek, em 2006.

## Canadá
Em muitas províncias do Canadá, existem  assentamentos menores do que aldeias, oficialmente designados como hamlets. São pequenas comunidades situadas em áreas remotas, como  Cabo Dorset, em Nunavut, e Enterprise e Tulita nos Territórios do Noroeste. No entanto, em todas as províncias existem hamlets.
Em Alberta, são assentamentos sem personalidade jurídica, tal como em Nova Iorque.  Sherwood Park, que tem uma população de mais de 50.000 habitantes, muito superior, portanto, ao necessário para ter o estatuto de cidade, ainda mantém o estatuto de hamlet. Fort McMurray era uma cidade, mas depois foi amalgamada à Municipalidade Regional de Wood Buffalo, tornando-se um hamlet. Os hamlets não têm personalidade jurídica, com exceção dos Territórios do Norte do país, onde são municípios incorporados.

## França
O século XVIII viu se multiplicar, nos jardins, a moda dos hameaux d'agrément que, apesar da aparência rústica, na verdade eram apenas "fábricas" (elementos arquitetônicos implantados em meio a um cenário vegetal), a exemplo do Hameau de Chantilly e do Hameau de la Reine, em Versalhes.
Na França, um hamlet é chamado hameau, écart ou lieu-dit (lugarejo ou localidade). Os hameaux se distinguem dos lieux-dits por serem sempre habitados, o que não é necessariamente o caso dos lieux-dits. Um écart difere da definição de hameau pelo fato de que é possível que um écart seja constituído de uma única habitação, uma "habitation écartée" (habitação separada) em relação ao centro da comuna, enquanto o hamlet é uma micro-aglomeração de casas.

## Paquistão
Em Paquistanês uma área rural equivalente a um lugarejo é chamada Dhok ڈھوک. No Paquistão, geralmente em Punjab, as pequenas aldeias são  áreas residenciais, separadas  por terras e campos.

## Índia
Em algumas zonas rurais da Índia esses são os chamados "faliya", sobretudo em  Jhabua.[carece de fontes?] e "Dhani", na parte Noroeste da Índia.